# Cormeilles (Eure)
Cormeilles – miejscowość i gmina we Francji, w regionie Normandia, w departamencie Eure.
Według danych na rok 1990 gminę zamieszkiwało 1069 osób, a gęstość zaludnienia wynosiła 350 osób/km² (wśród 1421 gmin Górnej Normandii Cormeilles plasuje się na 213. miejscu pod względem liczby ludności, natomiast pod względem powierzchni na miejscu 837.).